# Уильямс, Джастин
Джастин Уильямс (англ. Justin Williams; род. 4 октября 1981, Коберг, Онтарио) — канадский хоккеист, правый нападающий. Уильямс трижды выигрывал Кубок Стэнли — в 2006 году в составе «Каролины Харрикейнз» и в 2012 и 2014 годах в составе «Лос-Анджелес Кингз». В плей-офф Кубка Стэнли 2014 года он был признан самым ценным игроком.
За свою карьеру в НХЛ Джастин Уильямс провёл 9 седьмых матчей в плей-офф, в которых одержал 8 побед (рекорд НХЛ), забил 7 голов (рекорд НХЛ, вместе с Гленном Андерсоном) и набрал 15 очков (рекорд НХЛ). За свою успешную игру в седьмых матчах розыгрыша Кубка Стэнли, получил прозвище «Мистер седьмая игра».
Завершил карьеру в октябре 2020 года.

## Карьера игрока

### Ранние годы
Уильямс играл в хоккей за местную команду своего родного города «Кобург Кугарз» в юношеской хоккейной лиге Онтарио, а затем выступал за «Плимут Уэйлерс» в ОХЛ.

### Клубная карьера

#### Филадельфия Флайерз
На драфте НХЛ 2000 года Уильямс был выбран в 1 раунде под общим 28-м номером клубом «Филадельфия Флайерз».
В «Флайерз» Уильямс дебютировал в девятнадцать лет и отыграл за клуб три с половиной неровных сезона, несколько раз получив травмы, из-за которых пришлось пропустить большое количество матчей.

#### Каролина Харрикейнз
В январе 2004 года хоккеист был обменян в «Каролина Харрикейнз» на защитника Даниила Маркова. Следующий сезон 2005/06 стал первым, в котором Уильямс провёл все 82 игры регулярного чемпионата. Он установил личные рекорды по голам (31), передачам (45) и очкам (76) и помог клубу выиграть Кубок Стэнли. В седьмом матче финала против «Эдмонтон Ойлерз» Уильямс на последней минуте забросил шайбу в пустые ворота, сделав счёт 3:1 в пользу «Харрикейнз».
В следующем сезоне Уильямс улучшил личный рекорд результативности, забросив в регулярном чемпионате 33 шайбы. Однако из-за новых травм его показатели стали снижаться, и перед дедлайном сезона 2008/09 клуб обменял его в «Лос-Анджелес Кингз».

#### Лос-Анджелес Кингз

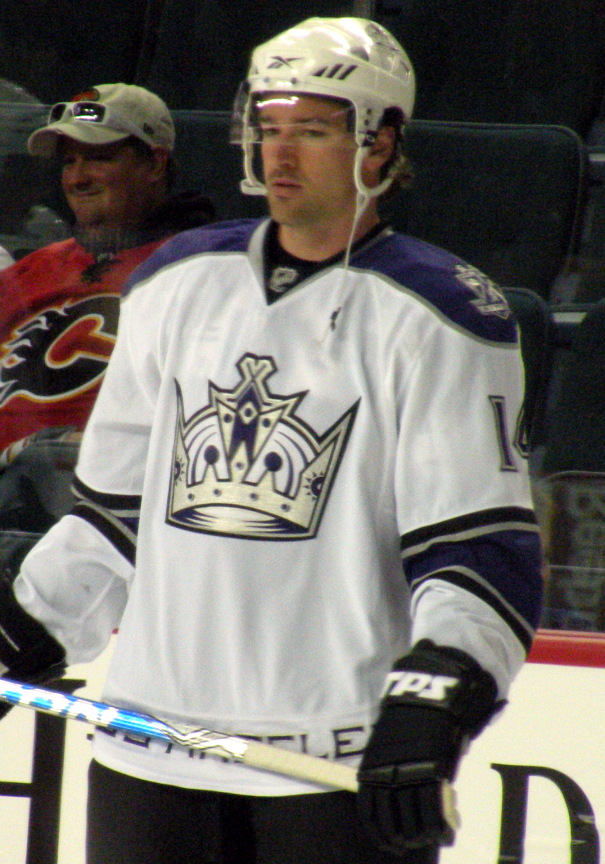
Уильямс в составе «Лос-Анджелес Кингз» в 2009 году

Сезон 2009/10 был омрачен для Джастина переломом ноги: в регулярке НХЛ он сыграл только 49 матчей и не выходил на лёд в плей-офф. Но в следующие годы ему удавалось избегать травм и стать важной частью команды.
В плей-офф Кубка Стэнли 2012 года «Лос-Анджелес Кингз» понадобилось только 20 матчей, чтобы выиграть кубок. Вклад Уильямса в победу — 4 гола и 11 передач.
Через год «Кингз» не смогли защитить титул, проиграв в финале конференции «Чикаго Блэкхокс». Уильямс закончил сезон с шестью шайбами, две из которых стали победными.
В Кубке Стэнли 2014 года калифорнийцам пришлось на пути к финалу провести подряд три семиматчевых серии, и Уильямс набирал очки в каждом из седьмых матчей: он отдал передачу на Анже Копитара, забросившего победную шайбу в ворота «Сан-Хосе Шаркс», забил первый гол «Анахайму» и в финале конференции в матче против «Блэкхокс» забросил шайбу сам и отдал голевой пас в овертайме. В пяти матчах финальной серии против «Нью-Йорк Рейнджерс» Уильямс набрал семь очков, включивших в себя гол в овертайме первого матча и три передачи во второй игре. По итогам плей-офф Уильямс получил «Конн Смайт Трофи» — приз самому ценному игроку.
В сезоне 2014/15, в котором «Кингз» не вышли в плей-офф, Уильямс набрал 41 очко в 81 матче.

#### Вашингтон Кэпиталз
Летом 2015 года Уильямс стал свободным агентом и был близок к подписанию контракта с «Монреаль Канадиенс», но в конце концов выбрал предложение команды «Вашингтон Кэпиталз» и 1 июля 2015 года подписал контракт на два года со средней зарплатой $ 3,25 млн.
В декабре форвард достиг отметки в 600 набранных очков в НХЛ в матче с «Детройт Ред Уингз» (3:2 Б).
В январе 2016 года Уильямс в игре с «Рейнджерс» (5:2) забросил три шайбы и стал первой звездой матча. Этот хет-трик стал для него вторым по счёту в регулярных чемпионатах НХЛ.

#### Возвращение в «Каролину Харрикейнз»
1 июля 2017 года подписал двухлетний контракт с «Каролиной Харрикейнз» на $ 9 млн.13 сентября 2018 года был назначен капитаном «Харрикейнз». В сезоне 2018/19 команда дошла до финала Восточной конференции, где уступила 0-4 «Бостон Брюинз». Уильямс набрал 7 очков в 15 матчах.
Летом 2019 года после окончания контракта раздумывал о завершении карьеры, но отложил решение. 7 января 2020 года 38-летний Уильямс подписал соглашение с «Харрикейнз» на $ 700 тыс. Первый матч после подписания нового контракта провёл 19 января 2020 года, забив решающий буллит в игре с «Айлендерс» (2:1). По ходу сезона преодолел отметку в 1250 матчей в НХЛ, став 89-м хоккеистом в истории НХЛ, достигшим этого показателя.
8 октября 2020 года объявил о завершении игровой карьеры.

## Семья
12 августа 2006 года Джастин женился на своей невесте Келли. У пары есть сын Джексон (родился в 2008 г.) и дочь Джейд (родилась в 2011 г.).
Двоюродный дед Уильямса Зеллио Топпаззини был профессиональным хоккеистом и сыграл в НХЛ 123 матча за «Нью-Йорк Рейнджерс», «Бостон Брюинз» и «Чикаго Блэкхокс». Джастин является племянником канадского хоккеиста Джерри Топпаззини, который провёл 12 сезонов в НХЛ, выступая главным образом, за «Бостон Брюинз».

## Награды
- Обладатель Кубка Стэнли в сезоне 2005/2006 («Каролина Харрикейнз»)
- Обладатель Кубка Стэнли в сезоне 2011/2012 («Лос-Анджелес Кингз»)
- Обладатель Кубка Стэнли в сезоне 2013/2014 («Лос-Анджелес Кингз»)
- Обладатель «Конн Смайт Трофи» (2014)
- Чемпион мира по хоккею: 2004, 2007
- Участник матча молодых звёзд НХЛ (2002)
- Участник матча всех звёзд НХЛ (2007)

## Статистика
| Легенда | Легенда                    | Легенда | Легенда                   | Легенда | Легенда    |
| ------- | -------------------------- | ------- | ------------------------- | ------- | ---------- |
| И       | Количество проведённых игр | Штр     | Штрафное время            | +/−     | Плюс-минус |
| Г       | Голы                       | П       | Голевые передачи          | О       | Очки       |
| -       | Статистика неизвестна      | —       | Статистика не учитывалась |         |            |